# Musaranya de l'Iran
La musaranya de l'Iran (Crocidura susiana) és una espècie de mamífer eulipotifle de la família de les musaranyes (Soricidae)endèmica de l'Iran.